# یواس‌اس تیلور (دی‌دی-۹۴)
یواس‌اس تیلور (دی‌دی-۹۴) (به انگلیسی: USS Taylor (DD-94)) یک کشتی بود که طول آن ۳۱۴ فوت ۱⁄۲ اینچ (۹۵٫۷ متر) بود. این کشتی در سال ۱۹۱۸ ساخته شد.